# Bugsy
Bugsy je ameriški biografski kriminalni dramski film iz leta 1991, ki ga je režiral Barry Levinson po scenariju Jamesa Tobacka. Slednji ga je napisal po zapiskih Deana Jenningsa iz raziskav za knjigo We Only Kill Each Other ter prikazuje zgodbo mafijca Bugsyja Siegela in njegov odnos z Virginio Hill. V glavnih vlogah nastopata Warren Beatty kot Siegel in Annette Bening kot Hill, v stranskih vlogah pa Harvey Keitel, Ben Kingsley, Elliott Gould, Bebe Neuwirth in Joe Mantegna. 
Film je bil premierno prikazan 13. decembra 1991. Bil je finančno manj uspešen, vseeno pa je naletel na dobre ocene kritikov. Na 64. podelitvi je bil nominiran za oskarja v desetih kategorijah, tudi za najboljši film, osvojil pa oskarja za najboljšo scenografijo in kostumografijo. Nominiran je bil tudi za osem zlatih globusov, osvojil pa nagrado za najboljši dramski film. Na DVD-ju je izšla razširjena različica filma režiserjev rez, ki vsebuje za 13 minut dodatnih prizorov.

## Vloge
- Warren Beatty kot Bugsy Siegel
- Annette Bening kot Virginia Hill
- Harvey Keitel kot Mickey Cohen
- Ben Kingsley kot Meyer Lansky
- Elliott Gould kot Harry Greenberg
- Joe Mantegna kot George Raft
- Bebe Neuwirth kot grofica di Frasso
- Bill Graham kot Charles »Lucky« Luciano
- Lewis Van Bergen kot Joe Adonis
- Wendy Phillips kot Esta Siegel
- Richard C. Sarafian kot Jack Dragna
- Carmine Caridi kot Frank Costello
- Giancarlo Scandiuzzi kot grof di Frasso